# نور روز (فیلم ۱۹۸۷)
نور روز یا روشنایی روز (به انگلیسی: Light of Day) فیلمی محصول سال ۱۹۸۷ و به کارگردانی پل شریدر است. در این فیلم بازیگرانی همچون مایکل جی. فاکس، جنا رولندز، جون جت، مایکل مک‌کین، جیسون میلر، تام ایروین، مایکل روکر و دل کلوز ایفای نقش کرده‌اند.